# Rudolf Fila
Rudolf Fila (Příbram, Moràvia, Txecoslovàquia, 19 de juliol de 1932 - Bratislava, 11 de febrer de 2015) fou un pintor eslovac.

## Biografia
Va estudiar a Brno els anys 1951 i 1952, a continuació a l'Acadèmia de Belles arts a Bratislava de 1952 a 1958.

## Exposicions
- 1962: Bratislava[2]
- 1990: Museu de Luxemburg, París[2]